# Szent Anna-templom (Pápa)
A Szent Anna-templom egy római katolikus plébániatemplom a pápai Alsóvárosban, az Anna téren.

## Története
A helytörténészek az Anna tér környékén feltételezik a középkori Zsemlér falu helyét, tehát itt volt a mai város egyik településközpontja. Azon a dombon, amelyen ma a Szent Anna templom áll, terült el a középkori falu, majd később az Alsóváros temetője, benne egy apró, fából készült kápolnával. A hagyomány szerint itt nyugszik Huszár Gál, a magyar reformáció kiemelkedő alakja. A reformáció elterjedésétől, a 16. századtól kezdve ezt a kápolnát is a protestánsok használták, és az övék maradt még akkor is, amikor a 17−18. századi ellenreformációs rendeletek nyomán belvárosi templomaikat elvették, bezáratták.
1752-ben, amikor a reformátusokat száműzték a városból, a fakápolnát visszavették a katolikusok, majd lebontották, hogy helyébe kőből építsék fel az ekkor már Szent Annáról elnevezett imaházat. Az építkezéshez Esterházy Ferenc földesúr 15 ezer téglával és száz kocsi kővel, Nádasdy Boldizsár gróf 9 ezer téglával, Bittó József uradalmi felügyelő 200 forinttal, az esztergomi káptalan 100 forinttal járult hozzá. Az új temetőkápolnát 1756. július 26-án, Szent Anna emléknapján szentelték fel. Az 1779-es nagy tűzvészben a lángok martaléka lett, de rövidesen újjáépítették.
Minthogy az Alsóváros népessége gyorsan nőtt, rövidesen mind a kápolna, mind a körülötte elterülő temető szűknek bizonyult. A temetőt 1837-ben, az alsóvárosi új köztemető megnyitásakor bezárták, majd nem sokkal később felszámolták, a kápolna helyén pedig Ranolder János veszprémi megyés püspök adományából 1875-ben megkezdődött a ma látható templom építése. Horváth Sándor veszprémi építész terveit ifj. Fa Mihály építőmester és Regner Pál festő valósították meg, az új kápolnát november 1-jén Spránszky Ferenc nyárádi esperes-plébános szentelte fel. Czapik Gyula veszprémi püspök 1943-ban plébániatemplommá nyilvánította, első plébánosa Molnár Gyula lett.

## Megjelenése
Az egyhajós, neoromán stílusú templom belső terét két oszlopsor három részre osztja. Szent Anna tiszteletére szentelt főoltárát és oltárképét Cziráki Lajos festőművész készítette 1950-ben, míg Jézus Szívének, illetve a lurdi Szűzanyának szentelt mellékoltárai 1904-ben készültek neoromán stílusban[forrás?].
Nyolc színes üvegablaka Árpád-házi Szent Erzsébetet, Szent András apostolt, Szent Józsefet, Borromei Szent Károlyt, Szent István királyt és Szent Imre herceget, Szent Pál apostolt, Szent Péter apostolt, illetve a Magyarok Nagyasszonyát[forrás?] ábrázolja. Valamennyi üvegablak Ligeti Sándor budapesti műhelyében készült.
A templom előtt áll egy 1712-ben, a kolerajárvány elmúlásának emlékére állított kőfeszület, felirata: Egy ezer hét száz tizen kettöben el akadt dögvész multának buteli szobra vagyok. A napóleoni háborúk Pápa környékén elesett katonáinak tömegsírja fölé emelt kovácsoltvas kettőskereszt, mely sokáig az Alsóvárosi temetőben állt, 1984-ben visszakerült eredeti helyére.